# Pròleg del Tour de França de 2010
El Pròleg del Tour de França de 2010 es disputà el dissabte 3 de juliol de 2010 sobre un recorregut de 8,9 km sota el format de contrarellotge individual.
La victòria fou pel suís Fabian Cancellara, que d'aquesta manera prengué el mallot groc de líder de la classificació general, per davant l'alemany Tony Martin i l'escocès David Millar. Aquesta era la quarta vegada que Cancellara guanyava el pròleg del Tour, després de les edicions de 2004, 2007 i 2009.

## Perfil de l'etapa
Rotterdam, als Països Baixos, és la vila de sortida i d'arribada d'aquesta etapa. El pròleg es disputa pels seus carrers i no compta amb cap dificultat muntanyosa. El punt de control intermedi es troba al km 4,2.

## Desenvolupament de l'etapa
Abans de la sortida els favorits per a la victòria d'etapa eren el suís Fabian Cancellara (Team Saxo Bank), campió del món de l'especialitat, l'espanyol Alberto Contador (Astana Qazaqstan Team), vigent vencedor, els britànics Bradley Wiggins (Team Sky) i David Millar (Garmin-Transitions) i l'alemany Tony Martin (Team HTC-Columbia), vigent vecedor d'Alemanya de l'especialitat.
L'alemany Tony Martin fou el primer dels favorits a prendre la sortida, per tal d'intentar evitar la pluja anunciada i que va caure cap a la meitat de l'etapa, i amb un temps de 10' 10" ocupà la primera posició provisional durant molta estona, fins que el suís Fabian Cancellara el superà per 10", aconseguint d'aquesta manera la cinquena victòria d'etapa al Tour de França. Cancellara aconseguia amb aquesta victòria el mallot groc i el mallot verd, metre Martin aconseguia el dels joves i el Team RadioShack liderava la classificació per equips.
No s'entregaren punts per a la classificació de la muntanya.

## Classificació de l'etapa

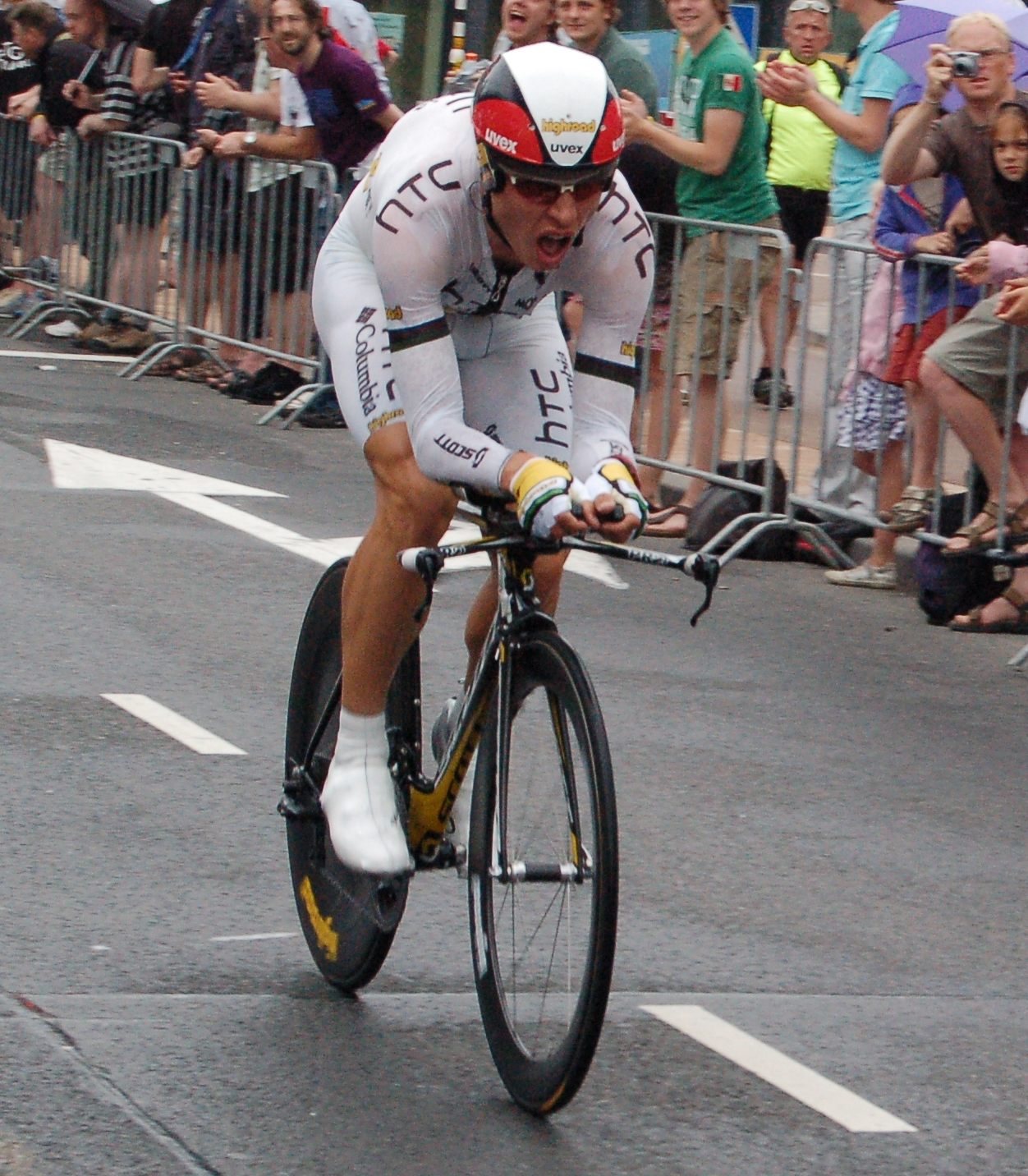
Tony Martin pels carrers de Rotterdam durant el pròleg del Tour de França de 2010

|    | Ciclista                   | Equip                 | Temps   |
| -- | -------------------------- | --------------------- | ------- |
| 1  | Fabian Cancellara (SUI)    | Team Saxo Bank        | 10' 00" |
| 2  | Tony Martin (GER)          | Team HTC-Columbia     | + 10"   |
| 3  | David Millar (SCO)         | Garmin-Transitions    | + 20"   |
| 4  | Lance Armstrong (USA)      | Team RadioShack       | + 22"   |
| 5  | Geraint Thomas (GAL)       | Team Sky              | + 23"   |
| 6  | Alberto Contador (ESP)     | Astana Qazaqstan Team | + 27"   |
| 7  | Levi Leipheimer (USA)      | Team RadioShack       | + 28"   |
| 8  | Tyler Farrar (USA)         | Garmin-Transitions    | + 28"   |
| 9  | Edvald Boasson Hagen (NOR) | Team Sky              | + 32"   |
| 10 | Linus Gerdemann (GER)      | Milram                | + 35"   |

## Classificació general
|    | Ciclista                   | Equip                 | Temps   |
| -- | -------------------------- | --------------------- | ------- |
| 1  | Fabian Cancellara (SUI)    | Team Saxo Bank        | 10' 00" |
| 2  | Tony Martin (GER)          | Team HTC-Columbia     | + 10"   |
| 3  | David Millar (SCO)         | Garmin-Transitions    | + 20"   |
| 4  | Lance Armstrong (USA)      | Team RadioShack       | + 22"   |
| 5  | Geraint Thomas (GAL)       | Team Sky              | + 23"   |
| 6  | Alberto Contador (ESP)     | Astana Qazaqstan Team | + 27"   |
| 7  | Levi Leipheimer (USA)      | Team RadioShack       | + 28"   |
| 8  | Tyler Farrar (USA)         | Garmin-Transitions    | + 28"   |
| 9  | Edvald Boasson Hagen (NOR) | Team Sky              | + 32"   |
| 10 | Linus Gerdemann (GER)      | Milram                | + 35"   |

## Classificacions annexes

### Classificació per punts
| Classificació per punts | Total  |
| ----------------------- | ------ |
| Fabian Cancellara (SUI) | 15 pts |
| Tony Martin (GER)       | 12 pts |
| David Millar (SCO)      | 10 pts |

### Classificació del millor jove
| Classificació del millor jove | Total   | Total |
| ----------------------------- | ------- | ----- |
| Tony Martin (GER)             | 10' 10" |       |
| Geraint Thomas (GAL)          | + 13"   |       |
| Edvald Boasson Hagen (NOR)    | + 22"   |       |

### Classificació per equips
| Classificació per equips | Total   | Total |
| ------------------------ | ------- | ----- |
| Team RadioShack (USA)    | 31' 25" |       |
| Team HTC-Columbia (USA)  | + 1"    |       |
| Garmin-Transitions (USA) | + 2"    |       |

## Abandonaments
- Xavier Florencio (Cervélo TestTeam). No surt[1]